# Eterno (singolo)
Eterno è un singolo del cantautore italiano Giovanni Caccamo, pubblicato il 7 febbraio 2018.
Il brano, composto dallo stesso Caccamo con Cheope, è stato presentato al Festival di Sanremo 2018, dov'è arrivato alla 10ª posizione.

## Classifiche
| Classifica (2018) | Posizione massima |
| ----------------- | ----------------- |
| Italia            | 50                |